# Amashova Durban Classic
L'Amashova Durban Classic, appelée également Amashova National Classic (anciennement dénommée Pick n Pay Amashovashova National Classic) est une course cycliste organisée tous les ans en Afrique du Sud depuis 1986. L'édition 2009 a été annulée. Elle est de nouveau organisée en 2010 en catégorie élite nationale.
L'édition 2008 a fait partie de l'UCI Africa Tour.

## Palmarès
| Année | Vainqueur                         | Deuxième               | Troisième                   |
| ----- | --------------------------------- | ---------------------- | --------------------------- |
| 1986  | Johnny Koen                       | Allan Wolhuter         | Gary Beneke                 |
| 1987  | Johnny Koen                       | Jannie van der Berg    | Robbie McIntosh             |
| 1988  | Willy Engelbrecht (de)            | Mark Beneke            | Robbie McIntosh             |
| 1989  | Willy Engelbrecht (de)            | Mark Beneke            | Neil Crosthwaite            |
| 1990  | Willy Engelbrecht (de)            | Steven Wolhuter        | Johnny Koen                 |
| 1991  | Malcolm Lange                     | Willy Engelbrecht (de) | Andrew McLean               |
| 1992  | Fransie Kruger                    | Andrew McLean          | Malcolm Lange               |
| 1993  | Willy Engelbrecht (de)            | Malcolm Lange          | Jac-Louis van Wyk           |
| 1994  | Fransie Kruger                    | Malcolm Lange          | Andrew McLean               |
| 1995  | Malcolm Lange                     | Willy Engelbrecht (de) | Nicholas White              |
| 1996  | Annulé en raison du mauvais temps |                        |                             |
| 1997  | Rodney Green (en)                 | Andrew McLean          | Nicholas White              |
| 1998  | Malcolm Lange                     | Douglas Ryder          | Jacques Fullard             |
| 1999  | Nicholas White                    | Jeremy Maartens (en)   | Malcolm Lange               |
| 2000  | Neil MacDonald (de)               | Ian McLeod             | James Perry                 |
| 2001  | Malcolm Lange                     | Robert Hunter          | Nicholas White              |
| 2002  | Malcolm Lange                     | Robert Hunter          | Nicholas White              |
| 2003  | Neil MacDonald (de)               | Ian McLeod             | Malcolm Lange               |
| 2004  | Jacques Fullard                   | Nolan Hoffman          | Antonio Salome              |
| 2005  | Herman Fouche (de)                | Juan van Heerden (de)  | Jacques Fullard             |
| 2006  | Robert Hunter                     | Nolan Hoffman          | Jacques Fullard             |
| 2007  | Christoff van Heerden             | Herman Fouche (de)     | Daryl Impey                 |
| 2008  | Malcolm Lange                     | Aaron Brown            | Reinardt Janse van Rensburg |
| 2009  | Arran Brown                       | Malcolm Lange          | Christoff van Heerden       |
| 2010  | Arran Brown                       | Malcolm Lange          | Tyler Day                   |
| 2011  | Nolan Hoffman                     | Herman Fouche (de)     | Dean Edwards                |
| 2012  | Johann Rabie                      | Johannes Kachelhoffer  | Jason Bakke                 |
| 2013  | Nolan Hoffman                     | Tyler Day              | Herman Fouche (de)          |
| 2014  | Nolan Hoffman                     | Meron Teshome          | Ryan Gibbons                |
| 2015  | Nolan Hoffman                     | Clint Hendricks        | Willie Smit                 |
| 2016  | Nolan Hoffman                     | Tyler Day              | Willie Smit                 |
| 2017  | Nolan Hoffman                     | Clint Hendricks        | Ryan Harris                 |
| 2018  | Nolan Hoffman                     | Rohan du Plooy         | Ryan Harris                 |
| 2019  | Hendrik Kruger                    | Chris Jooste           | Dylan Girdlestone           |
| 2020  | Pas organisé                      |                        |                             |
| 2021  | Tyronne White                     | Reece van Straaten     | Warren Moolman              |
| 2022  | Marc Pritzen                      | Travis Stedman         | Eric Kros                   |